# NGC 2460
NGC 2460 је спирална галаксија у сазвежђу Жирафа која се налази на NGC листи објеката дубоког неба.
Деклинација објекта је + 60° 20' 58" а ректасцензија 7h 56m 52,8s. Привидна величина (магнитуда) објекта NGC 2460 износи 11,9 а фотографска магнитуда 12,7. Налази се на удаљености од 31,900 милиона парсека од Сунца. NGC 2460 је још познат и под ознакама UGC 4097, MCG 10-12-21, CGCG 287-10, IRAS 07525+6028, PGC 22270.